# 鮎貝村
鮎貝村（あゆかいむら）は、かつて山形県西置賜郡にあった村。

## 沿革
- 1889年（明治22年）4月1日 - 町村制施行に伴い西置賜郡鮎貝村、高岡村、深山村、黒鴨村、栃窪村が合併し、鮎貝村が発足。
- 1954年（昭和29年）10月1日 - 西置賜郡荒砥町、蚕桑村、十王村、白鷹村、東根村と合併し、白鷹町となり消滅。